# 貿易銀元
貿易銀或貿易銀元（英語：trade dollars）指從明朝開始流入中國，用於貿易的銀元，有西班牙的佛洋、葡萄牙的十字、德意志的塔勒、荷蘭的劍洋、英國的克朗（五先令）等。

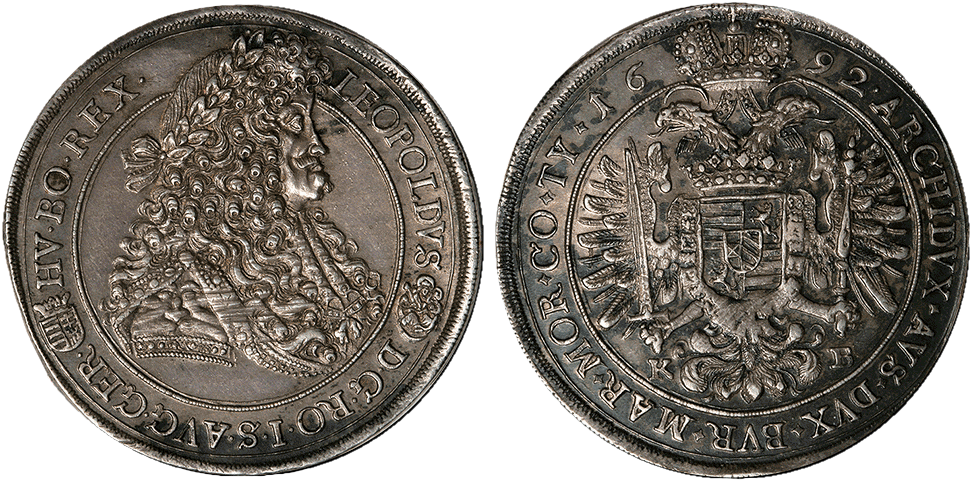
神圣罗马帝国皇帝利奥波德一世于1692年铸造的塔勒银币

1895年，英國在印度孟买等地铸造了不列颠女神站像的贸易银，俗称站洋。英國貿易銀元有英文、中文和爪夷文（阿拉伯字母马来文）。
19世紀後期，美國政府為了在遠東貿易中，與墨西哥銀元競爭，開始製造發行美國貿易銀元。

## 近代中国流通的貿易銀
| 圖片 | 發行國家     | 貨幣單位               | 中國本地稱呼                   |
| ---- | ------------ | ---------------------- | ------------------------------ |
|      | 西班牙帝國   | 8里亞爾 (Reales)       | 本洋，又稱「双柱」、「柱洋」   |
|      | 西班牙帝國   | 8里亞爾 (Reales)       | 「佛頭銀」、「佛銀」、「佛洋」 |
|      | 墨西哥       | 8里亞爾                | 鹰洋                           |
|      | 荷蘭共和國   | 1杜卡頓(Ducaton)       | 馬劍洋                         |
|      | 神聖羅馬帝國 | 1塔勒(Thaler)          | 不詳                           |
|      | 葡萄牙王國   | 1Tostão                | 十字銀                         |
|      | 法属印度支那 | 1圓(Piastre)           | 坐洋，也称「坐人洋」           |
|      | 英国         | 1圓 (Dollar)           | 立洋，也称「站人洋」           |
|      | 美国         | 1貿易圓 (Trade Dollar) | 飛鷹貿易銀元                   |
|      | 大日本帝国   | 1圓                    | 龍洋，也称「龍銀」             |
|      | 大日本帝国   | 貿易銀                 | 龍洋，也称「龍銀」             |

- 本洋，也称「双柱」、「柱洋」、「佛頭」、「佛銀」、「佛洋」，西班牙銀圓，正面有西班牙國王戴假髮之像（類似釋迦佛髮髻，俗稱佛頭），一面图案上面一盾牌，其左右有一对海克力士之柱（故稱「双柱」），流行最早。
- 鹰洋，墨西哥獨立後自製的銀圓，有一只展翅雄鹰图案，流行較廣。

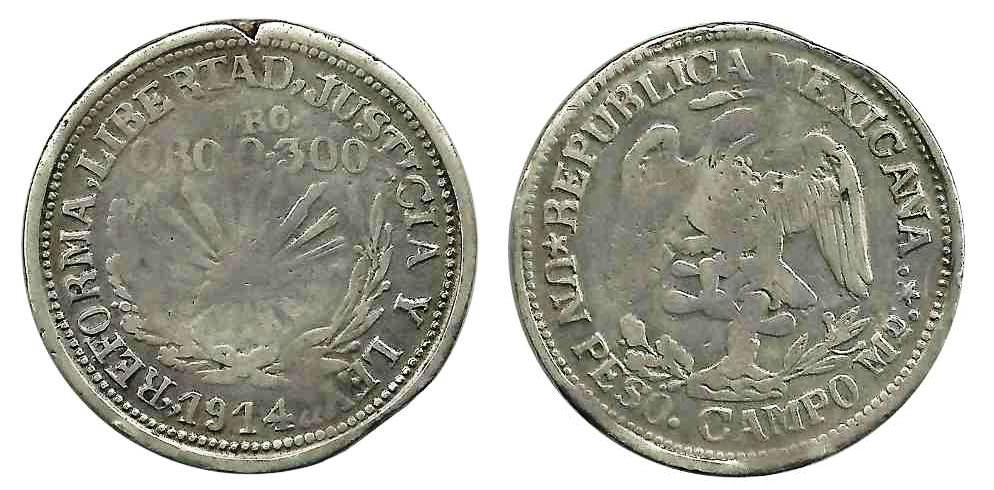
鷹洋

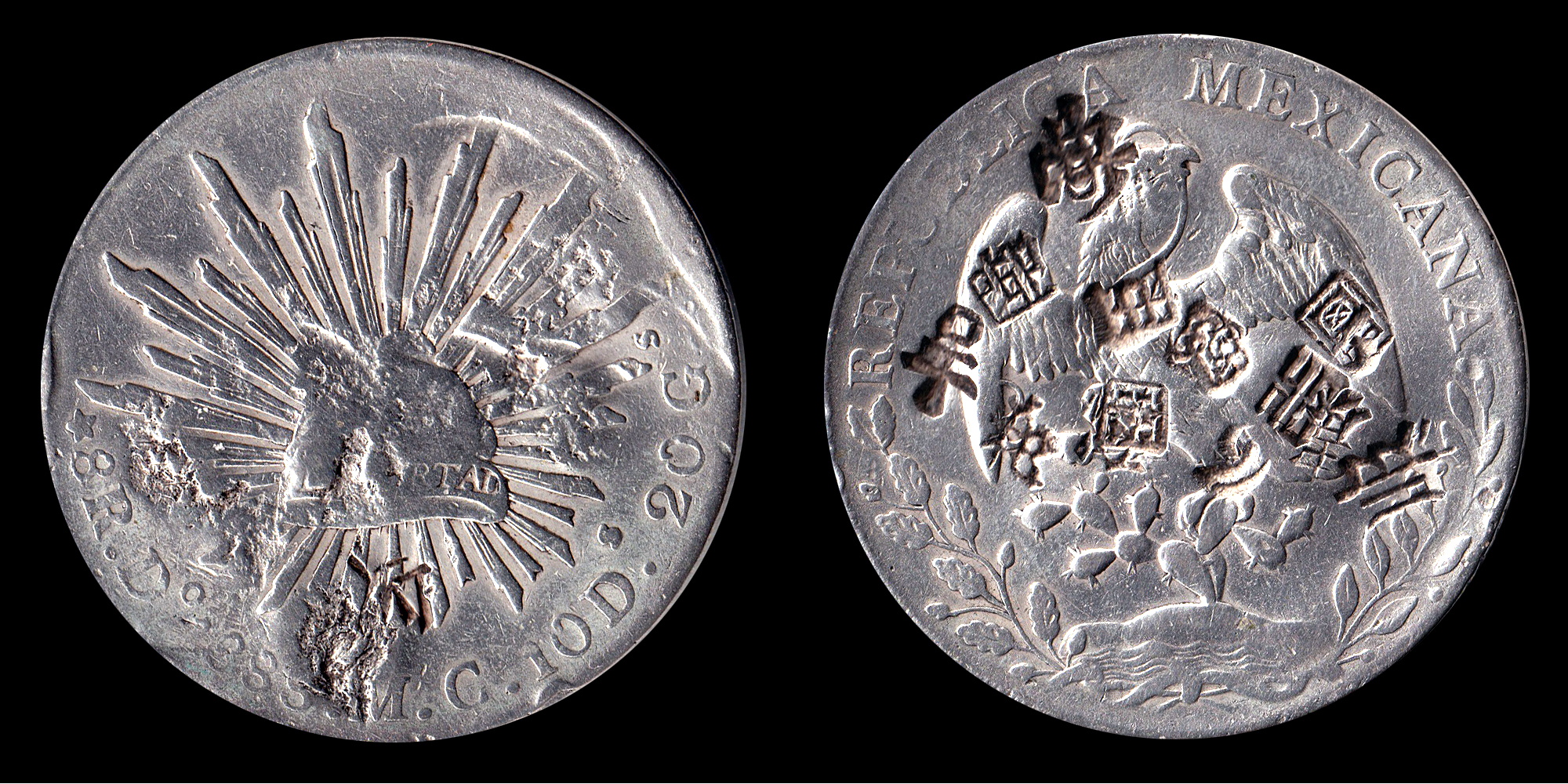
带有各种中国商人戳记的鹰洋

- 荷兰、印度尼西亞銀圓，上面有一持寶劍的騎士图案。
- 坐洋，也称「坐人洋」、法国、安南銀圓，上面有一自由女神坐像，女神頭上光環有七道光芒。

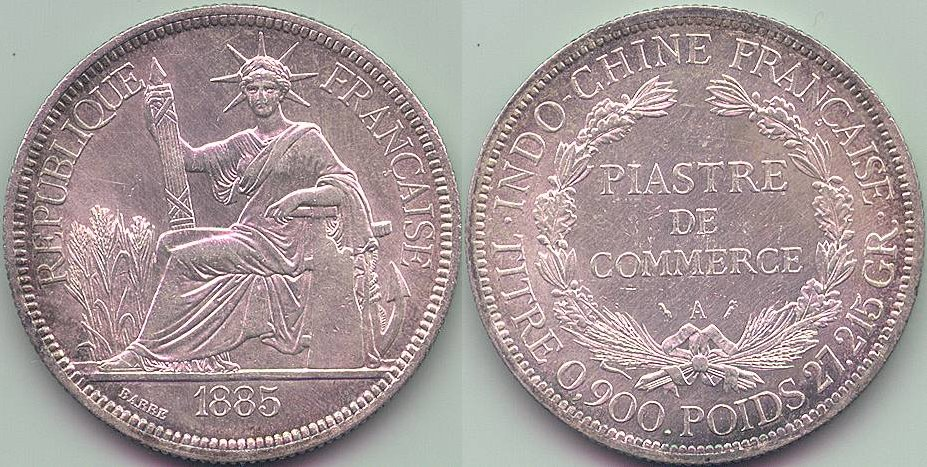
1885年发行的法属印度支那皮亚斯特银圆（俗称“坐洋”）

- 立洋，也称「站人洋」。英国、馬來亞銀圓，正面图案是不列颠女神站立像，並書「One Dollar」，背面通常是中文、馬來文篆刻。
- 龍洋，也称「龍銀」，日本銀圓或清朝所製造銀圓，上面有龙紋图案。

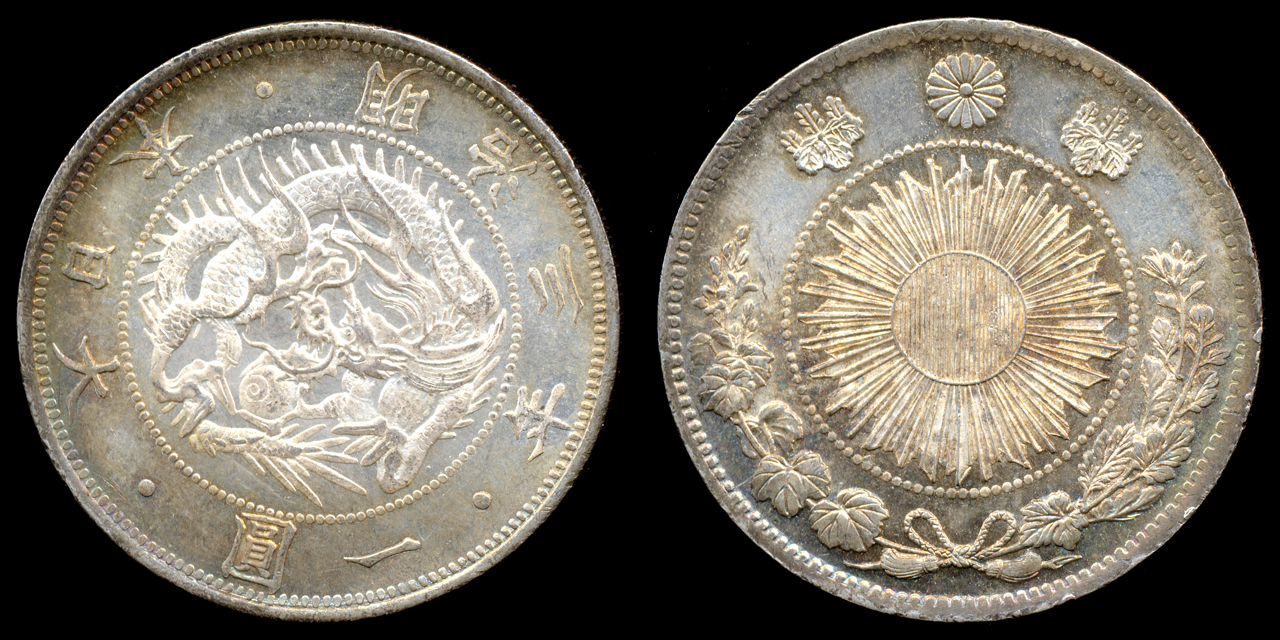
日本明治三年一圆龍銀